# Rida (Egipt)
Rida – miejscowość w Egipcie, w muhafazie Al-Minja, w dystrykcie Al-Minja. W 2006 roku liczyła 14 811 mieszkańców.